# حمزة عباس حسين
حمزة عباس ميرزا حسين (1934 -) ؛ مصرفي كويتي، ويُعتبر أول محافظ للبنك المركزي الكويتي مُنذ 1973 حتى 1983.

## السيرة الشخصية
ولد حمزة عباس ميرزا حسين في الكويت وتحديدًا في منطقة شرق من عام 1934، تلقى تعليمه الأولي في المدرسة المباركية في الكويت والتحق بالجامعة الأميركية في بيروت، وحصل على الليسانس في الاقتصاد عام 1958، وأكمل دراساته العليا في جامعة أوكسفورد بكلية سانت أنطوني 1960 - 1962، كما تلقى تدريبًا في بنك إنجلترا، وعُين سكرتيراً في مجلس النقد الكويتي من عام 1963 حتى 1968، ثم نائبا لمحافظ الكويت في صندوق النقد الدولي، واستمر في هذا المنصب حتى 1983، ثم عين نائبًا لمحافظ بنك الكويت المركزي في عام 1968، وفي الوقت نفسه كان يقوم بأعمال المحافظ، ثم عين محافظًا للبنك الكويت المركزي في عام 1983.

## مناصبه
- عضو في العديد من مجالس الإدارات لشركات استثمارية وبنوك داخل الكويت وخارجها.
- عضو المجلس الأعلى للتعليم.
- عضو المجلس الأعلى للتخطيط.
- عضو اللجنة العليا للتنمية وإصلاح المسار الاقتصادي.
- مستشار اللجنة المالية الاقتصادية في مجلس الأمة الكويتي.
- عضو في لجنة الاستثمار الأجنبي.